# Granatiere (1938)
«Гранатьєре» (італ. Granatiere) — військовий корабель, ескадрений міноносець типу «Сольдаті» Королівських ВМС Італії за часів Другої світової війни та післявоєнний час.

## Історія створення
«Гранатьєре» був закладений 5 квітня 1937 року на верфі компанії Cantieri Navali del Tirreno e Riuniti в Палермо. Спущений на воду 24 квітня 1938 року, 1 лютого 1939 року увійшов до складу Королівських ВМС Італії.

## Історія служби

### Друга світова війна
Після вступу у стрій есмінець «Гранатьєре» став флагманом XIII ескадри есмінці, куди увійшли однотипні «Берсальєре», «Фучільере» і «Альпіно».
9 липня «Гранатьєре» брав участь в бою біля Пунта Стіло. XIII ескадра есмінців діяла разом з 7-ю дивізією крейсерів і вогню не відкривала.
30 липня — 1 серпня «Гранатьєре» був у складі ескорту, який прикривав два великі конвої в Лівію.
Під час бою біля мису Спартівенто «Гранатьєре» забезпечував прикриття лінкорів «Джуліо Чезаре» і «Вітторіо Венето», відбиваючи повітряні атаки.
Під час бою біля мису Матапан «Гранатьєре» також перебував в ескорті лінкора «Вітторіо Венето».
З 1941 року «Гранатьєре» залучався до охорони морських комунікацій.
19-21 березня, разом з есмінцями «Берсальєре», «Альпіно», крейсерами «Дука дельї Абруцці» і «Джузеппе Гарібальді» був у дальньому супроводі конвою пароплавів «Пройссен», «Спарта», «Капо Орсо», «Кастельверде», «Мотіа», танкерів «Пануко» і «Суперга». Конвой благополучно досягнув Триполі, незважаючи на атаки підводних човнів.
3 червня «Гранатьєре» разом з есмінцями «Берсальєре», «Альпіно», «Фучільере», крейсерами «Дука дельї Абруцці» і «Джузеппе Гарібальді» був у дальньому супроводі конвою «Аквітанія» (пароплави «Аквітанія», «Каффаро», «Нірво», «Монтелло», «Беатріче Коста», танкер «Подзаріка»). Безпосередній супровід конвою здійснювали есмінці «Дардо», «Ав'єре», «Дженьєре», «Каміча Нера» і міноносець «Міссорі». 4 червня, недалеко від Керкенни конвой був атакований ворожими літаками. Внаслідок нальоту був потоплений пароплав «Монтелло», а «Беатріче Коста» був серйозно пошкоджений і потоплений есмінцем «Каміча Нера».
28 липня «Гранатьєре» і «Берсальєре» надавали допомогу крейсеру «Джузеппе Гарібальді», який був пошкоджений торпедою, випущеною британським підводним човном «Апхолдер».
24 вересня «Гранатьєре» був у складі головних сил флоту, які безуспішно намагались перехопити британський конвой.
8 жовтня «Гранатьєре» вийшов в море з Неаполя, щоб разом з есмінцями «Берсальєре», «Альпіно» і «Фучільере» супроводжувати в Лівію конвой «Джулія» (транспорти «Джулія», «Баінсіцца», «Нірмо», «Дзена», «Касареджіс», танкер «Прозерпіна»), але через поломку змушений був зупинитись в Трапані. 12 жовтня конвой був атакований британськими літаками, транспорти «Дзена» і «Касареджіс» були потоплені. Наступного дня «Гранатьєре» підібрав вцілілих моряків цих транспортів.
8 листопада, під час бою за конвой «Дуїсбург» «Гранатьєре» разомз іншими есмінцями XII ескадри був в ескорті 3-ї дивізії крейсерів. Вранці 9 листопада саме ці есмінці врятували більшість вцілілих членів екіпажів потоплених кораблів.
21 листопада, при проводці чергового конвою, «Гранатьєре» супроводжував крейсери 7-ї дивізії крейсерів, відбиваючи численні атаки ворожої авіації.
17 грудня «Гранатьєре» брав участь в битві в затоці Сидра. Під час повернення о 6:00 наступного дня «Гранатьєре» зіткнувся з есмінцем «Кораццьєре» і отримав серйозні пошкодження. Носова частина корабля, включаючи 120-мм гарматну установку, була відірвана та затонула. 3 людини загинули, 20 отримали поранення. Корабель відбуксирували в Наваріно. Після тимчасового ремонту есмінець був відбуксирований в Таранто. Ремонт тривав до 30 серпня 1942 року.
На початку 1943 року «Гранатьєре» здійснив один похід в Туніс, доставивши підкріплення.
22 березня «Гранатьєре», перебуваючи в Таранто, потрапив під масований наліт авіації союзників. Поряд з есмінцем вибухнули два транспорти з боєприпасами. Осколки від вибухів завдали серйозних пошкоджень есмінцю: були зруйновані надбудови, командно-далекомірний пост, артилерійські установки. Загинули 42 члени екіпажу, ще 24 отримали важкі поранення.
Після невеликого ремонту на місці 13 квітня корабель перейшов у Мессіну, а за два дні в Таранто, де залишався аж до укладення перемир'я. Остаточно роботи були завершені 15 жовтня, післяремонтні роботи тривали до листопада.

### У складі флоту союзників
У складі флоту союзників «Гранатьєре» супроводжував 15 конвоїв, доставляв вантажі в Північну Африку, здійснював походи в Червоне море.
27-28 грудня 1944 року «Гранатьєре» в Сицилійській протоці брав участь в порятунку югославського пароплава «Куманов».

### Післявоєнна служба
Після закінчення війни «Гранатьєре» пройшов тривалий річний капітальний ремонт, і в 1947 році, разом з вцілілими есмінцями «Карабіньєре» і «Грекале» увійшов до складу 1-го дивізіону есмінців.
З 1950 по 1952 роки «Гранатьєре» пройшов серйозну модернізацію, після чого був перекласифікований у швидкісний фрегат (бортовий номер «D 550»).
Він ніс службу до кінця 1955 року.
На початку 1956 року корабель був виведений в резерв. 1 липня 1958 року його виключили зі складу флоту і у 1960 році здали на злам.